# 65712 Schneidmueller
65712 Schneidmueller este un asteroid din centura principală de asteroizi.

## Descriere
65712 Schneidmueller este un asteroid din centura principală de asteroizi. A fost descoperit pe 24 septembrie 1992 la Tautenburg de Freimut Börngen și Lutz Dieter Schmadel. Asteroidul prezintă o orbită caracterizată de o semiaxă mare de 3,13 ua, o excentricitate de 0,23 și o înclinație de 10,3° în raport cu ecliptica.